# 洛姆河
43°37′17″N 22°50′54″E / 43.62139°N 22.84833°E

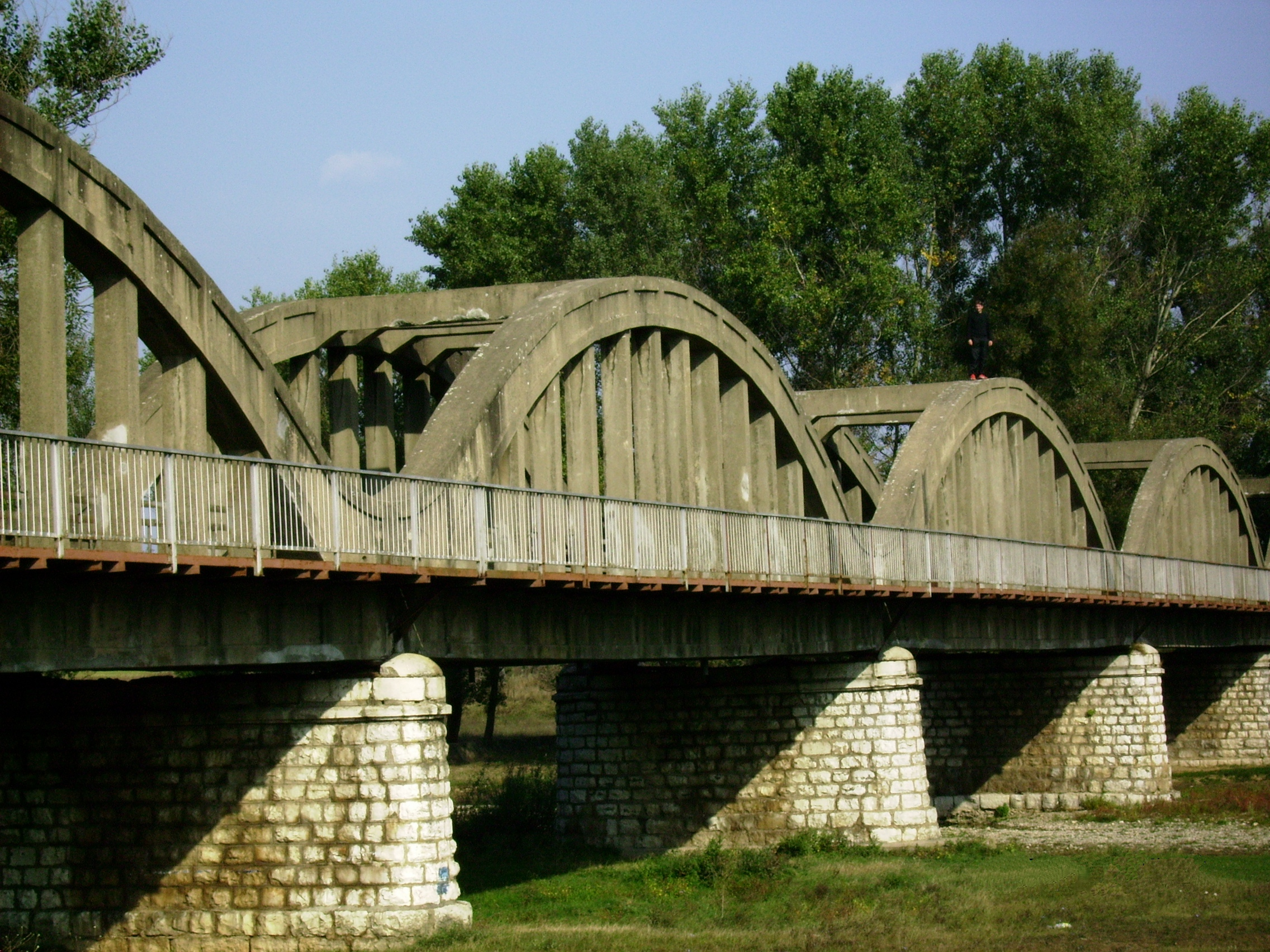

洛姆河是保加利亞的河流，位於該國西北部，屬於多瑙河的右支流，河道全長93公里，流域面積1,240平方公里，發源自米朱爾山，河口流域每秒6.4立方米。